# Visió borrosa
La visió borrosa és un símptoma ocular on la visió es torna menys precisa i hi ha dificultats per distingir els detalls petits.

## Causes
Hi ha moltes causes de visió borrosa:
- Trastorns de refracció: els errors de refracció no corregits com la miopia, la hipermetropia elevada i l'astigmatisme provocaran una visió borrosa de lluny.[1] És una de les principals causes de deficiència visual a tot el món.[2] A menys que no hi hagi ambliopia associada, el desenfocament visual a causa d'errors de refracció es pot corregir mitjançant lents correctores o cirurgies refractives.[1]
- La presbícia a causa de la insuficiència fisiològica de l'acomodació (que tendeix a disminuir amb l'edat) és la principal causa de la visió de prop defectuosa en la gent gran.[3] Altres causes de visió de prop defectuosa inclouen insuficiència acomodativa, paràlisi de l'acomodació, etc.[3]
- La pseudomiopia a causa d'anomalies d'acomodació com l'excés acomodatiu, l'espasme acomodatiu, etc., provoquen una visió borrosa de lluny.[3]
- La intoxicació alcohòlica pot causar visió borrosa.
- L'ús de fàrmacs cicloplègics com l'atropina[4] o altres anticolinèrgics produeixen visió borrosa a causa de la paràlisi de l'acomodació.[3]
- Cataractes: una disminució de la transparència en el cristal·lí, causen visió borrosa, halos al voltant de les llums i sensibilitat a l'enlluernament.[5] També és la principal causa de ceguesa a tot el món.[2]
- Glaucoma: l'augment de la pressió intraocular (pressió a l'ull) provoca una neuropatia òptica progressiva que provoca danys al nervi òptic, defectes del camp visual i ceguesa.[6] Sometimes glaucoma may occur without increased intraocular pressure also.[6] De vegades també es pot produir glaucoma sense augmentar la pressió intraocular.[6] Alguns glaucomes (per exemple, el glaucoma d'angle obert) causen una pèrdua gradual de la visió i d'altres (per exemple, el glaucoma d'angle tancat) causen una pèrdua sobtada de la visió.[6] És una de les principals causes de ceguesa a tot el món.[2]
- Diabetis: el sucre en sang mal controlat pot provocar una inflor temporal del cristal·lí de l'ull, donant lloc a una visió borrosa. Tot i que es resol si es restableix el control del sucre en sang, es creu que els casos repetits promouen la formació de cataractes (que no són temporals).[7]
- Retinopatia: si no es tracta, qualsevol tipus de retinopatia (incloent-hi la retinopatia diabètica, la retinopatia hipertensiva, la retinopatia drepanocítica, la retinopatia anèmica,[8] etc.) pot danyar la retina i provocar defectes del camp visual i ceguesa.[9]
- Hipervitaminosi A: el consum excessiu de vitamina A pot causar visió borrosa.
- Degeneració macular: la degeneració macular causa pèrdua de la visió central, visió borrosa (especialment mentre es llegeix), metamorfòpsia (veure les línies rectes com ondulades) i els colors que semblen esvaïts.[10] La degeneració macular és la tercera causa principal de ceguesa a tot el món, i és la principal causa de ceguesa als països industrialitzats.[11]
- Infecció ocular, inflamació o lesió.
- Síndrome de Sjögren, una malaltia autoimmunitària crònica que destrueix les glàndules productores d'humitat, incloses les glàndules lacrimals, i provoca un ull sec i una visió borrosa.[12]
- Miodesòpsies: partícules diminutes que passen per l'ull. Encara que sovint són breus i inofensives, poden ser un signe de despreniment de vitri.
- Despreniment de retina: els símptomes inclouen fotòpsies, flaixos de llum al camp visual o la sensació d'una ombra o una cortina penjada a un costat del camp visual.
- Neuritis òptica: la inflamació del nervi òptic o l'esclerosi múltiple poden provocar una visió borrosa.[13] Pot haver-hi dolor en moure l'ull o tocar-lo a través de la parpella.[13]
- Ictus o atac isquèmic transitori
- Tumor cerebral
- Toxocara: un cuc rodó paràsit que pot causar visió borrosa.[14]
- Sagnat a l'ull
- Arteritis temporal: inflamació d'una artèria del cervell que subministra sang al nervi òptic.
- Migranya: a vegades amb taques de llum, halos o patrons en ziga-zaga són símptomes habituals abans de l'inici del mal de cap.
- Parpelleig reduït: llavors condueix sovint a irregularitats de la pel·lícula lacrimal a causa de l'evaporació prolongada, provocant així alteracions en la percepció visual.
- Intoxicació per monòxid de carboni: el lliurament reduït d'oxigen pot afectar moltes àrees del cos, inclosa la visió.[15] Altres símptomes causats pel CO inclouen vertigen, al·lucinacions i sensibilitat a la llum.